# Richard Schering
Richard Schering (* 6. Februar 1859 in Berlin; † 9. August 1942) war ein deutscher Apotheker und Industrieller.

## Leben
Der Sohn von Ernst Schering absolvierte das Studium der Pharmazie an der Universität Breslau. Hier schloss er sich der Landsmannschaft Vandalia an. Nach dem Abschluss seiner Ausbildung, die ihn unter anderem nach Paris und London führte, übernahm Schering die Leitung der Grünen Apotheke seines Vaters in der Berliner Chausseestraße. 1881 gründete er die Firma R. Schering Fabrik chemisch-pharmzeutische Präparate, die heute unter dem Namen Blücher-Schering GmbH & Co. KG firmiert. Das Unternehmen stellte Apothekenwaren wie reines Malz-Extrakt, medizinische Seifen und Medizinal-Weine her, darunter eine damals sehr erfolgreiche Pepsin-Essenz für den Magen. Er war Mitglied des Aufsichtsrates der Schering-Kahlbaum AG. Nach fast vierzigjähriger Tätigkeit als Schatzmeister der Deutschen Pharmazeutischen Gesellschaft wurde er 1929 deren Ehrenmitglied.

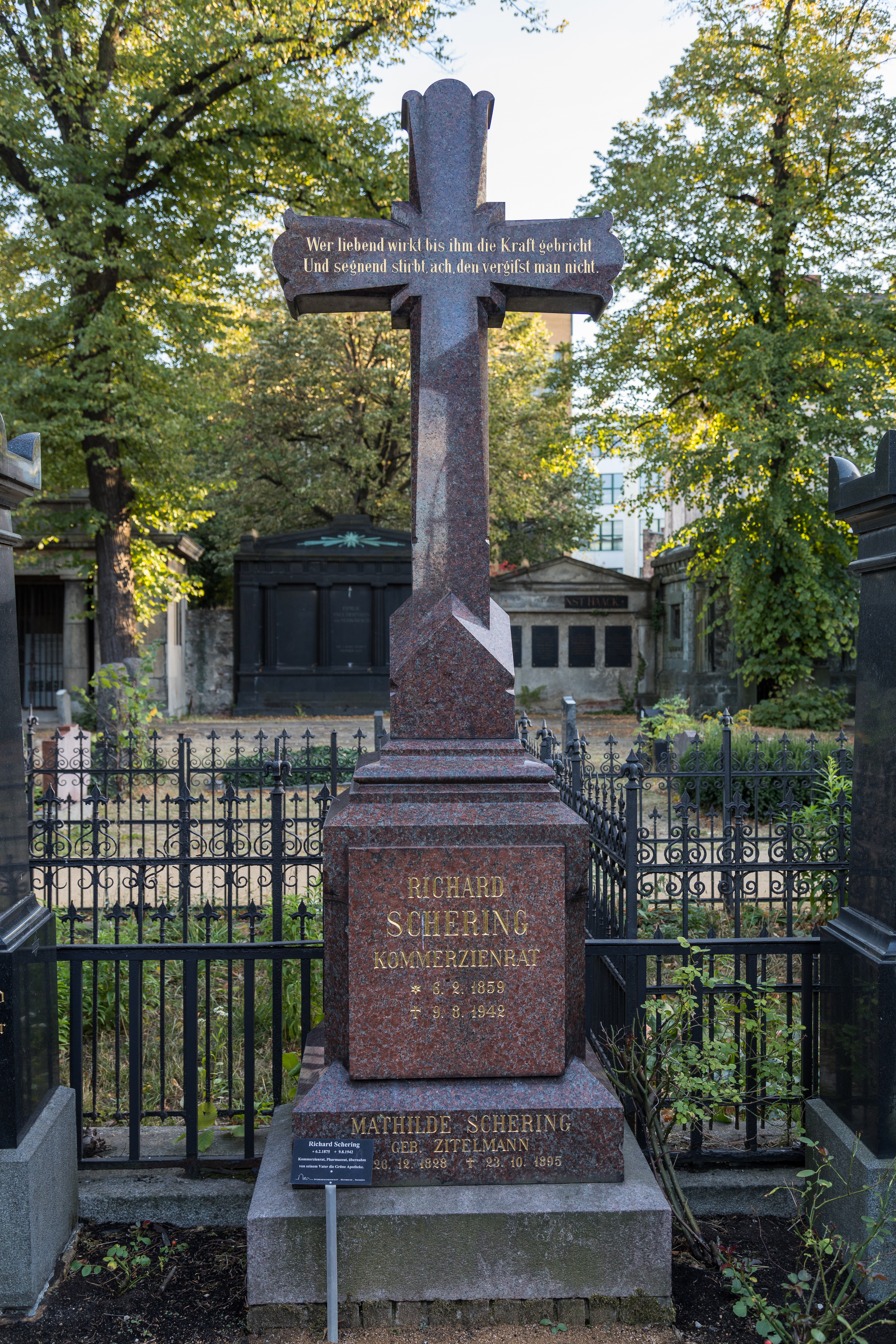
Grabdenkmal von Richard Schering in Berlin-Kreuzberg

Richard Schering starb 1942 im Alter von 83 Jahren. Beigesetzt wurde er im Erbbegräbnis der Familie Schering auf dem Friedhof III der Jerusalems- und Neuen Kirche in Berlin-Kreuzberg. Als Grabdenkmal für Richard Schering dient in der Gittergrabanlage ein zentral platziertes Hochkreuz aus rotbraunem Granit, das auf einem quadratischen Postament steht.

## Auszeichnungen
Richard Schering war Träger des Roten Adlerordens 4. Klasse, der Roten Kreuz-Medaille 2. und 3. Klasse und des Jerusalem-Kreuzes. Er trug den Ehrentitel Königlicher Preußischer Kommerzienrat.